# Uroxys histeroides
Uroxys histeroides là một loài bọ cánh cứng trong họ Bọ hung (Scarabaeidae).